# Phong trào kết nghĩa Bắc – Nam
Phong trào kết nghĩa Bắc – Nam là một phong trào thi đua của một số tỉnh, thành phố Việt Nam trong thời kỳ chiến tranh Việt Nam. Khởi động vào năm 1960, phong trào này nhằm mục đích động viên dân và quân miền Bắc thi đua sản xuất và chiến đấu bảo vệ miền Bắc, chi viện miền Nam theo tinh thần "Thóc không thiếu một cân, quân không thiếu một người", đồng thời cổ vũ tinh thần chiến đấu của quân, dân miền Nam giải phóng miền Nam, bảo vệ miền Bắc. Bên cạnh đó, các tỉnh, thành phố kết nghĩa được giao nhiệm vụ nhận con em miền Nam tập kết về nuôi dưỡng và cán bộ miền Nam ra an dưỡng theo kế hoạch của cấp trên; cung cấp cán bộ cho các tỉnh miền Nam khi có yêu cầu; thăm hỏi, động viên cán bộ miền Nam tập kết trong các dịp lễ, tết.
Nổi bật trong phong trào này là sự kiện kết nghĩa giữa các tỉnh thành Bắc-Nam, như mối tình Hà Nội - Huế - Sài Gòn đã đi vào câu ca "Hà Nội - Huế - Sài Gòn như cây một gốc, như con một nhà", Hải Phòng - Đà Nẵng "Hải Phòng - Đà Nẵng - nặng lòng tình nghĩa", Thanh Hoá - Quảng Nam, Nghệ An - Quảng Ngãi "An Ngãi quật khởi". Phong trào kết nghĩa Bắc – Nam là một trong những phong trào thi đua đáng chú ý của miền Bắc trong những năm tháng của cuộc chiến, cùng với các phong trào khác như "Sóng duyên hải" trong công nghiệp, "Gió đại phong" trong nông nghiệp, "Cờ ba nhất" trong lực lượng vũ trang, "Hai tốt" trong trường học, "Thầy thuốc như mẹ hiền" trong ngành y tế, "Ba cải tiến" trong các cơ quan, "Ba đảm đang" trong phụ nữ, "Ba sẵn sàng" trong thanh niên, hay phong trào "Vì miền Nam ruột thịt" mang đậm nghĩa tình đoàn kết Bắc - Nam.

## Kết nghĩa Hà Nội - Huế - Sài Gòn
Hà Nội là Thủ đô của nước Việt Nam từ năm 1945 cho đến nay. Được mệnh danh là thủ đô "nghìn năm văn hiến", Hà Nội (khi ấy là Thăng Long) vốn là nơi đặt kinh đô của các triều đại quân chủ tại Việt Nam từ năm 1010 cho đến năm 1802 (trừ giai đoạn 1397-1427). Tên gọi "Hà Nội" mới xuất hiện từ năm 1831, dưới triều vua Minh Mạng thời nhà Nguyễn.
Huế là thành phố lớn nhất nhì toàn miền Trung (cùng với Đà Nẵng) và là kinh đô của nước Việt Nam vào thời nhà Nguyễn trong suốt giai đoạn 1802-1945. Từ năm 2025, Huế là thành phố trực thuộc Trung ương.
Sài Gòn là thành phố lớn nhất toàn miền Nam từ xưa đến nay. Từ thời các chú Nguyễn, vùng đất này đã được biết đến với tên gọi là thành Gia Định, nơi đặt dinh Điều Khiển quản lý khu vực miền Nam. Vị thế trung tâm miền Nam của vùng đất này được tiếp nối dưới sự cai quản của triều Nguyễn. Dưới thời Pháp, Sài Gòn được xây dựng để trở thành thủ phủ của xứ thuộc địa Nam Kỳ (Cochinchine). Trong giai đoạn 1954-1975, Đô thành Sài Gòn được chọn làm Thủ đô của chính quyền Việt Nam Cộng hòa. Sau ngày 30 tháng 4 năm 1975, thành phố Sài Gòn - Gia Định được thành lập bao gồm địa bàn Đô thành Sài Gòn và tỉnh Gia Định cũ thời Việt Nam Cộng hòa hợp lại. Ngày 2 tháng 7 năm 1976, thành phố Sài Gòn - Gia Định được đổi tên thành Thành phố Hồ Chí Minh cho đến ngày nay. Tại khu vực trung tâm Sài Gòn còn có một địa danh nổi tiếng khác là Bến Nghé, vốn là tên cũ của toàn vùng đất mà sau này là thành phố Sài Gòn.
Hà Nội, Huế và Sài Gòn là những thành phố cuối cùng trong phong trào kết nghĩa giữa hai miền Nam - Bắc. Ba địa phương đại diện cho ba miền Bắc - Trung - Nam đã tổ chức lễ kết nghĩa vào ngày 8 tháng 10 năm 1960, tại Câu lạc bộ Ba Đình ở Hà Nội.
Tháng 1 năm 1977, chính quyền thành phố Huế đã quyết định đổi tên đường Lê Thánh Tôn thành đường Hà Nội, đổi tên đường Phạm Hồng Thái thành đường Bến Nghé cho đến nay.
Năm 1984, nhân dịp kỷ niệm 30 năm ngày giải phóng Thủ đô Hà Nội (1954-1984), Ủy ban nhân dân Thành phố Hồ Chí Minh đã quyết định đổi tên Xa lộ Biên Hòa, đoạn từ cầu Sài Gòn đến cầu Đồng Nai (giáp ranh tỉnh Đồng Nai) là"Xa lộ Hà Nội" cho đến ngày nay.

## Kết nghĩa Hải Phòng - Đà Nẵng
Hải Phòng là thành phố lớn thứ hai toàn miền Bắc chỉ sau Hà Nội và là một thành phố cảng ven biển nổi tiếng có từ thời Pháp thuộc cho đến nay.
Đà Nẵng trước năm 1975 là thành phố lớn thứ hai toàn miền Nam (tính từ vĩ tuyến 17 trở vào Nam) dưới thời chính quyền Việt Nam Cộng hòa chỉ sau Sài Gòn, đồng thời cũng là một thành phố cảng nổi tiếng ở vùng duyên hải Nam Trung Bộ.
Năm 1960, hai thành phố Hải Phòng và Đà Nẵng đã long trọng tổ chức lễ kết nghĩa. Có câu "Hải Phòng - Đà Nẵng, nặng lòng tình nghĩa" dùng để chỉ về sự kết nghĩa của hai thành phố anh em này.
Trong hai cuộc kháng chiến chống Pháp và chống Mỹ, Hải Phòng đã giúp đỡ, hỗ trợ cả sức người lẫn sức của cho chiến trường Quảng Nam - Đà Nẵng.Đặc biệt, trong cuộc kháng chiến chống Mỹ cứu nước, Hải Phòng đã hai lần cử gần 700 cán bộ, chiến sĩ Đoàn 399 Bạch Đằng 1 Thủy Nguyên (sau này là Tiểu đoàn Hải Đà) vào chiến trường Quảng Nam - Đà Nẵng chiến đấu.
Năm 1963, chính quyền thành phố Hải Phòng chính thức dùng tên gọi Đà Nẵng để đặt tên cho một con phố trong khu vực nội ô thành phố: phố Đà Nẵng. Trên chính con phố này, ngôi trường cấp III và sau này là trường Trung học phổ thông Thái Phiên cũng được xây dựng nên. Thái Phiên vốn là tên của một chí sĩ yêu nước thời chống Pháp ở Đà Nẵng. Ngày nay, phố Đà Nẵng là một con phố lớn ở nội thành Hải Phòng, chạy dài từ đầu phố Điện Biên Phủ đến phố Lê Thánh Tông.
Ngày 29 tháng 3 năm 1975, Đà Nẵng hoàn toàn được giải phóng. Ngày 18 tháng 4 năm 1975, Hải Phòng cử đoàn cán bộ Vệ sinh phòng dịch do bác sĩ Nguyễn Văn Hoan - trưởng đoàn, bác sĩ Sự - phó đoàn cùng 10 y bác sĩ, kỹ thuật viên vào Đà Nẵng.
Sau năm 1975, chính quyền mới ở thành phố Đà Nẵng đã quyết định đổi tên đường Nguyễn Hoàng cũ thành đường Hải Phòng cho đến nay. Đây cũng là một trong những tuyến đường chính ở khu vực trung tâm Đà Nẵng, nối dài từ đường Điện Biên Phủ tới đường Nguyễn Chí Thanh.
Trong đại dịch Covid 19, Hải Phòng hỗ trợ 5 tỷ, 200.000 khẩu trang chi viện bác sĩ cho Đà Nẵng, Quảng Nam.

## Kết nghĩa Quảng Bình - Quảng Trị - Thừa Thiên
Quảng Bình, Quảng Trị và Thừa Thiên là ba tỉnh liền kề nhau ở miền Trung Việt Nam theo thứ tự từ Bắc xuống Nam. Quảng Trị là nơi có vỹ tuyến 17° bắc làm phân định giới tuyến quân sự Bắc - Nam tạm thời cho Việt Nam, chia đôi tỉnh ra làm hai phần: huyện Vĩnh Linh phía bắc sông Bến Hải, và các huyện còn lại ở phía nam. Do vị trí địa lý này, Bình - Trị - Thiên là nơi diễn ra nhiều trận đánh ác liệt nhất trong Chiến tranh Việt Nam.
Năm 1960, hưởng ứng phong trào, ba tỉnh Quảng Bình, Quảng Trị và Thừa Thiên tổ chức kết nghĩa "anh em một nhà". Từ đó, hai rặng dừa dọc tuyến đường ven sông Nhật Lệ, thị xã Đồng Hới được mang tên "Vườn dừa Bình-Trị-Thiên" (vườn dừa này đã bị phá hủy phần lớn trong chiến tranh).
Sau khi đất nước thống nhất, ngày 20 tháng 9 năm 1975, Bộ Chính trị Trung ương Đảng ban hành Nghị quyết số 245 về việc hợp nhất ba tỉnh Quảng Bình, Quảng Trị, Thừa Thiên và khu vực Vĩnh Linh thành tỉnh Bình Trị Thiên, tỉnh lỵ đặt tại thành phố Huế. Đến ngày 30 tháng 6 năm 1989, kỳ họp thứ 5 Quốc hội khóa VIII lại ra nghị quyết giải tán tỉnh Bình Trị Thiên để tái lập tỉnh Quảng Bình, tỉnh Quảng Trị và tỉnh Thừa Thiên Huế như cũ.

## Kết nghĩa Thanh Hóa - Quảng Nam
Thực hiện chủ trương của Bộ Chính trị và Ban Thống nhất Trung ương, ngày 12 tháng 3 năm 1960, tại thị xã Thanh Hóa (nay là thành phố Thanh Hóa), Lễ kết nghĩa giữa hai tỉnh Thanh Hóa - Quảng Nam được tổ chức trọng thể. Việc kết nghĩa giữa hai tỉnh và các huyện, thị sau đó của hai tỉnh đã tạo ra giá trị tinh thần, vật chất to lớn động viên, cổ vũ Đảng bộ và nhân dân hai tỉnh tích cực thực hiện đồng thời hai nhiệm vụ chiến lược của cách mạng đến ngày toàn thắng.
Sau đó, các huyện, thị của hai tỉnh cũng lần lượt làm lễ kết nghĩa: thị xã Thanh Hóa kết nghĩa với thị xã Hội An; Hoằng Hóa - Điện Bàn; Quảng Xương - Hòa Vang; Thọ Xuân - Quế Sơn; Đông Sơn - Thăng Bình; Triệu Sơn - Tam Kỳ; Nông Cống - Duy Xuyên; Tĩnh Gia - Đại Lộc, Nga Sơn - Tiên Phước.
- Tháng 3 năm 1960: Thư viện Thanh Hóa khai trương tủ sách kết nghĩa, đặt nền móng để bước sang năm 1961, thực hiện chủ trương của Tỉnh ủy Thanh Hóa về việc thành lập Thư viện Thanh Hóa - Quảng Nam kết nghĩa đặt tại trung tâm thị xã Thanh Hóa (chùa Hội Quán, phố Trần Phú, nay là Nhà xuất bản Thanh Hóa).
- Ngày 7 tháng 12 năm 1960: Tỉnh ủy Thanh Hóa ra Nghị quyết số 57- NQ/TU về chiến dịch Đông Xuân, "Điện Biên - Thanh Hoá - Quảng Nam quyết thắng".
- Ngày 21 tháng 2 năm 1961: Thường trực Tỉnh ủy Thanh Hóa ra Thông tri số 405-TT/TU, về việc phổ biến bức thư của đồng bào Quảng Nam gửi đồng bào Thanh Hoá.
- Cuối tháng 7 năm 1962: Đồng bào Quảng Nam - Đà Nẵng gửi thư cho đồng bào tỉnh Thanh Hoá về một số thành tích của đồng bào và nhân dân Quảng Nam - Đà Nẵng giành được trong cuộc kháng chiến chống Mỹ.
- Ngày 16 tháng 7 năm 1963: Đảng bộ và nhân dân Quảng Nam - Đà Nẵng gửi thư cho Đảng bộ và nhân dân Thanh Hóa: Chúng tôi tin tưởng sắt đá là thắng lợi cuối cùng thuộc về nhân dân chúng ta, Mỹ - Diệm nhất định bị thất bại thảm hại.
- Ngày 16 tháng 7 năm 1965: Cán bộ, chiến sĩ bộ đội địa phương, bộ đội phòng không và dân quân tự vệ Thanh Hoá gửi Thư chúc mừng chiến thắng sân bay Đà Nẵng.
- Đầu tháng 3 năm 1967: Chị Trần Thị Vân - chiến sĩ cách mạng, người huyện Điện Bàn, tỉnh Quảng Nam đã gửi Thư cho các mẹ các chị người con của quê hương Thanh Hóa về những tình cảm của mình khi được ra thăm Miền Bắc và về thăm Thanh Hoá.
- Tháng 8 năm 1967: tại xã Ngọc Trạo, huyện Thạch Thành (căn cứ cũ của Đảng bộ, nhân dân Thanh Hoá thời kỳ 1940-1941), Tiểu đoàn đặc công Lam Sơn được thành lập. Tiểu đoàn có 500 cán bộ, chiến sĩ được biên chế thành 5 đại đội. Sau một thời gian huấn luyện kỹ chiến thuật và được trang bị đầy đủ, ngày 01 tháng 01 năm 1968, Tiểu đoàn làm lễ xuất quân, chi viện cho Quảng Nam, Quảng Đà. Từ năm 1968 đến năm 1975, Tiểu đoàn đã chiến đấu, lập nhiều chiến công xuất sắc, góp phần vào việc giải phóng Quảng Nam- Đà Nẵng.
- Giữa năm 1968: Sau cuộc Tổng tấn công và nổi dậy Tết Mậu Thân (1968), Công an Thanh Hóa đã chi viện cho an ninh hai tỉnh Quảng Nam và Quảng Đà 32 đồng chí.
- Từ ngày 21 tháng 10 đến ngày 4 tháng 11 năm 1969: Đoàn đại biểu tỉnh Quảng Nam do đồng chí Trần Đình Tri làm Trưởng đoàn đến dự Đại hội đại biểu Đảng bộ tỉnh Thanh Hóa lần thứ VII. Tại Đại hội, Đoàn đại biểu Quảng Nam tham gia phát biểu đã khẳng định: Quảng - Thanh chung sức diệt thù. Mối tình đoàn kết nghìn thu không mờ.
- Năm 1971: Cán bộ đảng viên và quần chúng yêu nước bị địch bắt giam tại nhà lao Hội An, không quản chế độ lao tù hà khắc đã thêu một chiến khăn bài thơ: Nhật ký trong tù của Bác Hồ, tặng cho Đại hội Đảng bộ thị xã Thanh Hóa lần thứ VIII năm 1971.
- Ngày 03/02/1972, Rạp chiếu bóng Hội An được khánh thành tại thị xã Thanh Hóa (hoạt động tới năm 1993 thì ngừng).
- Tháng 8 năm 1972: Quân dân Thanh Hoá gửi thư cho chiến sĩ và đồng bào Quảng Nam - Đà Nẵng nhân kỷ niệm 2/9/1972.
- Giữa năm 1973: Đoàn văn công mang tên Thanh - Quảng đã từ Thanh Hóa vào phục vụ tại Quảng Nam nói riêng, khu 5 nói chung. Đoàn tập hợp nhiều nghệ sĩ gốc Thanh Hóa và miền Tây Quảng Nam (chủ yếu là những nghệ sĩ người dân tộc Cơ-tu thuộc các huyện Tây Giang, Đông Giang và Nam Giang).
- Ngày 12 tháng 4 năm 1975: Thư kêu gọi của UBHC và UBMTTQVN tỉnh Thanh Hoá về chủ trương tổ chức cuộc vận động vay lương thực để chi viện cho tiền tuyến lớn miền Nam trong đó có tỉnh Quảng Nam kết nghĩa.
- Tháng 5 năm 1975: Tỉnh Thanh Hoá tăng cường đợt cán bộ đầu tiên cho tỉnh Quảng Nam - Đà Nẵng; các năm sau đó, tiếp tục tăng cường hàng ngàn cán bộ, có cả cán bộ lãnh đạo trên các lĩnh vực Y tế, Giáo dục, Nông - lâm nghiệp...
- Tháng 5 năm 1975: Thư viện Thanh Hóa - Quảng Nam đã chuyển tặng Đảng bộ, nhân dân Quảng Nam - Đà Nẵng 6 vạn cuốn sách gồm nhiều thể loại khác nhau. Số sách trên đã phân chia cho 3 Thư viện: Thư viện Hội An (gọi là Thư viện Thanh Hóa - Hội An) 1 vạn cuốn; Thư viện Tam Kỳ 1 vạn cuốn; Thư viện Đà Nẵng 4 vạn cuốn những năm sau đó Thanh Hóa còn cung cấp bổ sung cho tỉnh Quảng Nam - Đà Nẵng hàng ngàn cuốn sách.
- Ngày 28 tháng 6 năm 1975: Quân dân tỉnh Thanh Hóa cử Đoàn ca múa và Đoàn Tuồng vào phục vụ đồng bào tỉnh Quảng Nam - Đà Nẵng tại rạp hát Trưng Vương.
- Ngày 17 tháng 10 năm 1978: Tỉnh ủy Quảng Nam - Đà Nẵng ra Chỉ thị số 44/CT-TV, ngày 17 tháng 10 năm 1978, về việc Tiết kiệm lương thực, tương trợ đồng bào Thanh Hóa kết nghĩa khắc phục hậu quả bão lụt.
- Ngày 9 tháng 10 năm 1980: Ban Thường vụ Tỉnh ủy Quảng Nam - Đà Nẵng ra Nghị quyết số 13/NQ/TV về một số công tác trước mắt; trong đó có việc chi viện đối với tỉnh Thanh Hóa kết nghĩa vừa bị cơn bão số 6 gây thiệt hại nghiêm trọng.
- Tháng 6 năm 1985: Hội Văn nghệ Quảng Nam - Đà Nẵng mở trại sáng tác văn học nghệ thuật và mời một số trại viên ở các tỉnh kết nghĩa như Thanh Hóa, Hải Phòng,...
- Ngày 6 tháng 6 năm 1989: Tỉnh uỷ Thanh Hóa ra Thông báo số 43TB/TU về việc ủng hộ nhân dân tỉnh Quảng Nam - Đà Nẵng khắc phục hậu quả cơn bão số 2 (5/1989).
- Cuối năm 1994: Tại thành phố Đà Nẵng, Hội đồng hương Thanh Hóa tại Quảng Nam - Đà Nẵng được thành lập.
- Ngày 11 tháng 3 năm 1998: Hội đồng hương Thanh Hoá tại Quảng Nam được thành lập.
- Trưa ngày 19 tháng 7 năm 2007: Đài Phát thanh - Truyền hình Quảng Nam và Đài Phát thanh- Truyền hình Thanh Hóa phối hợp tổ chức cầu truyền hình trực tiếp với chủ đề "Thủy chung nghĩa tình Thanh Hóa - Quảng Nam".
- Tháng 12 năm 2008: Tỉnh Quảng Nam xuất bản cuốn Tiểu thuyết: "Truyền thuyết Sông Thu Bồn" (viết về quá trình chiến đấu của Tiểu đoàn Lam Sơn trên chiến trường Quảng Nam) của tác giả Từ Nguyên Tĩnh, nguyên Chủ tịch Hội Văn học - nghệ thuật tỉnh Thanh Hóa.
- Ngày 14 tháng 8 năm 2009: Tại thành phố Hội An, các nghệ nhân đúc đồng Thanh Hóa đã đúc thành công chiếc trống đồng Đông Sơn và trao tặng cho thành phố Hội An nhân dịp lễ hội "Những ngày giao lưu văn hoá Việt Nam - Nhật Bản 2009".
- Ngày 11 tháng 3 năm 2010, tại giao lộ Hùng Vương, thành phố Tam Kỳ, tỉnh Quảng Nam đã chính thức khai trương tên đường Thanh Hóa tại TP. Tam Kỳ. Đường Thanh Hóa có tổng chiều dài 9 km (từ biển Tam Thanh đến đường Nguyễn Hoàng) đi qua địa giới của các xã, phường Tam Thanh, Tam Phú, Hòa Hương và An Sơn; tuyến đường sẽ là cầu nối để phát triển vùng đông Tam Kỳ, Núi Thành, Thăng Bình. Ngoài ra, TP. Tam Kỳ còn có tuyến đường mang tên Lam Sơn, đặt tại Khu đô thị mới Tân Thạnh. Đường Lam Sơn có chiều dài 1 km, nối đường Nguyễn Văn Trỗi và đường Trần Hưng Đạo.
- Tháng 3 tháng 4 năm 2010: Hai tỉnh Thanh Hóa - Quảng Nam tổ chức một số hoạt động lớn chào mừng kỷ niệm 50 năm kết nghĩa như: tổ chức cầu truyền hình trực tiếp, xuất bản và phát hành kỷ "50 năm, nghĩa tình Thanh Hóa - Quảng Nam" và nhiều hoạt động khác.
- Nhân dịp lễ kỷ niệm 55 năm ngày hai thành phố kết nghĩa (năm 2015), mô hình chùa Cầu cùng hai trụ biểu được thành phố Hội An tặng thành phố Thanh Hóa phục vụ nhân dân Thanh Hóa tham quan mô hình của biểu tượng Hội An - di sản văn hóa thế giới.[9]

Hiện nay, thành phố Thanh Hóa có hai công viên để kỷ niệm mối tình kết nghĩa này: công viên Hội An cạnh Đại lộ Lê Lợi, và công viên Thanh Quảng nhỏ hơn, ở trên phố Lê Hoàn. Ngược lại, thành phố Hội An hiện nay vẫn còn một thư viện nhỏ mang tên Thư viện Thanh Hóa, tọa lạc trên đường Nguyễn Trường Tộ.

## Kết nghĩa Nghệ An - Quảng Ngãi
Từ những năm 1960, tại Nghệ An dấy lên phong trào "An - Ngãi quật khởi", "Lam - Trà nổi sóng" để vừa phát triển toàn diện, vừa thể hiện tấm lòng của Nghệ An đối với miền Nam, tiền tuyến lớn anh hùng, mà cụ thể là tỉnh Quảng Ngãi kết nghĩa.
Trong bài hát "Tiếng hò trên đất Nghệ An" có đoạn: "Tiếng ai hò trong kia vang tới Nghệ An/ Ấy tiếng quê hương kết nghĩa thắng càn/ Câu hò Quảng Ngãi rộn vang,/ Ôi mảnh đất quê hương còn nhiều gian khổ,/ Như nhắc quê ta nuôi chí căm thù/ Dặn nhau hãy vì miền nam vượt lên"

## Kết nghĩa Hà Tĩnh - Gia Lai
Vào ngày 16/3/1960, Tỉnh ủy Hà Tĩnh đã ban hành Chỉ thị 06 "về việc Hà Tĩnh kết nghĩa với Gia Lai". Hưởng ứng, 8 huyện của Hà Tĩnh đã nhanh chóng tổ chức với 8 huyện của Gia Lai.
Sau chiến thắng Núi Nài bắn rơi nhiều máy bay Mỹ (ngày 26 tháng 3 năm 1965), Hà Tĩnh đã phát động phong trào "Phát huy chiến thắng 26-3, Bình Hà quyết thắng". Năm 1966, Hà Tĩnh phát động chiến dịch thủy lợi Bồng Sơn (một huyện phía Bắc tỉnh Gia Lai trước đây kết nghĩa với Hà Tĩnh) được triển khai rầm rộ trong toàn tỉnh suốt các tháng hè, đào đắp 10 triệu m3 đất, cải tạo bờ vùng, bờ thửa 25.000 ha đất trồng trọt. Từ phong trào đã có hàng nghìn thanh niên được kết nạp vào Đoàn, trên 1 vạn đoàn viên được kết nạp vào Đảng. Trên 2 vạn người được công nhận "Dũng sĩ Bồng Sơn" các cấp. Kết quả đó càng tăng thêm tình cảm đoàn kết Gia Lai - Hà Tĩnh và tinh thần hướng về miền Nam ruột thịt. Năm 1968, huyện Kỳ Anh - đơn vị kết nghĩa với huyện Phù Cát - đã phát động làm công trình thủy lợi Hoài Châu (một địa danh ở phường Hoài Nhơn Bắc).
Mối kết nghĩa Hà Tĩnh - Gia Lai đã được đề cập đến trong bài thơ "Mừng chiến thắng với trời quê" của Duy Thảo, với câu "Gia Lai ruột rà thương nhớ không nguôi".

## Kết nghĩa Bắc Kạn - Kon Tum
Để kỷ niệm mối kết nghĩa này, con đường dẫn vào trung tâm thành phố Kon Tum (qua cầu treo Kon K'lor) đã được đặt tên là đường Bắc Cạn. Tại thành phố Bắc Kạn, đoạn Quốc lộ 3 đi qua trung tâm thành phố cũng được đặt tên là đường Kon Tum.
Trong cơn bão số 3 năm 2024, tỉnh Kon Tum cũng đã tích cực hỗ trợ tiền bạc, của cải để giúp đồng bào Bắc Kạn khắc phục hậu quả thiên tai.

## Kết nghĩa Cao Bằng - Gia Lai
Với nhiều điểm tương đồng, như cùng là tỉnh miền núi, có nhiều dân tộc anh em cùng sinh sống, năm 1970, hai tỉnh Cao Bằng và Gia Lai đã tổ chức kết nghĩa. Đến nay, vẫn còn một con đường nhỏ mang tên đường Cao Bằng ở ven trung tâm thành phố Pleiku (Gia Lai).

## Kết nghĩa Lạng Sơn - Đắk Lắk
Hưởng ứng phong trào kết nghĩa Bắc-Nam, tỉnh Lạng Sơn đã nhận kết nghĩa với tỉnh Đắk Lắk, mà Nghị quyết số 88, ngày 8/3/1960 của Ban Thường vụ Tỉnh ủy về mở cuộc vận động kết nghĩa là mốc dấu khởi đầu của phong trào. Ngày 19/8/1960, nhân kỷ niệm 15 năm Cách mạng Tháng 8, lễ kết nghĩa giữa hai tỉnh đã được long trọng tổ chức tại thị xã Lạng Sơn. Từ đó, hàng loạt công trình mang tên Đắk Lắk đã được ra đời trên mảnh đất Lạng Sơn, như "Hồ Đắk Lắk", "Đồi Đắk Lắk", "Nhóm tre Đắk Lắk", "Công viên Đắk Lắk".

## Kết nghĩa Hà Giang - Lâm Đồng (ngày 2 tháng 9 năm 1960)
Nhiều địa danh ở Hà Giang đã mang tên Lâm Đồng và ngược lại như là minh chứng sống cho tình cảm gắn kết giữa 2 tỉnh kết nghĩa hơn 60 năm về trước.
Sau khi kết nghĩa, hai tỉnh Hà Giang và Lâm Đồng đã hiện thực hóa bằng những hành động cụ thể, khẳng định sự đoàn kết, gắn tình keo sơn. Từ mảnh đất Hà Giang biên cương, bà con các dân tộc Tày, Nùng, Mông, Dao nghe theo tiếng gọi của Tổ quốc, của cách mạng đã hành quân vào Lâm Đồng vừa xây dựng kinh tế mới, vừa củng cố, bổ sung lực lượng cho cách mạng miền Nam, để cùng với anh em các dân tộc Lâm Đồng bảo vệ, chiến đấu, giải phóng tỉnh Lâm Đồng và sau này là giải phóng miền Nam, thống nhất đất nước.
Cũng sau ngày kết nghĩa giữa 2 tỉnh, tại huyện Bảo Lộc nay là thành phố Bảo Lộc, nhiều địa danh được mang tên Hà Giang như: Nông trường chè Hà Giang, đường Hà Giang và Khu đô thị mới Hà Giang. Ở căn cứ cách mạng chống Mỹ của huyện Cát Tiên, tỉnh Lâm Đồng, những năm sau ngày giải phóng miền Nam đã thành lập HTX Hà Lâm được ghép tên kết nghĩa giữa tỉnh Hà Giang và Lâm Đồng.
Ở Hà Giang, một số địa danh của tỉnh mang tên Lâm Đồng cũng được hình thành; như con đường Lâm Đồng luôn được nâng cấp, sửa chữa, nhiều người đã về đây dựng nhà, sinh sống. Đến bây giờ thì rất sầm uất, phố xá rợp bóng mát của cây xanh nằm giữa lòng thành phố Hà Giang xinh đẹp, văn minh và hiện đại.
Bên cạnh con đường mang tên Lâm Đồng, ở Hà Giang còn một số địa danh như: Hợp tác xã mang tên Lâm Đồng và đặc biệt là Công trường Lâm Đồng mở đường Bắc Quang đi huyện Hoàng Su Phì.

## Kết nghĩa Hải Dương - Phú Yên (ngày 9 tháng 1 năm 1960)
Sau khi tỉnh Hải Dương kết nghĩa với tỉnh Phú Yên thì có bốn đường phố của thị xã Hải Dương (nay là thành phố Hải Dương được đổi và mang địa danh của Phú Yên: phố Hàng Giầy đổi thành phố Sơn Hòa, phố Hàng Bạc đổi thành phố Xuân Đài, phố Hàng Đồng đổi thành phố Đồng Xuân, phố Hàng Lọng đổi thành phố Tuy An. Bốn đường phố này đến nay vẫn là những đường phố chính của Hải Dương.
Năm 2007, tỉnh Phú Yên cũng đặt tên 11 đường phố của thành phố Tuy Hòa theo tên các huyện của tỉnh Hải Dương kết nghĩa.

## Kết nghĩa Thái Nguyên - Khánh Hòa
Tại thành phố Thái Nguyên có đường Nha Trang, trường THCS Nha Trang, và một trường THPT Khánh Hòa, ngoài ra còn có một mỏ than lớn mang tên Khánh Hòa nằm ở xã Phúc Hà - TP. Thái Nguyên. Tại Nha Trang có trường THCS Thái Nguyên và đường Thái Nguyên.

## Kết nghĩa Yên Bái - Ninh Thuận
Tại Thành phố Yên Bái có một con đường mang tên Yên Ninh, ghép từ tên hai tỉnh Yên Bái và Ninh Thuận để hưởng ứng Phong trào kết nghĩa Bắc-Nam. Đường nằm ở Trung tâm Thành phố Yên Bái, ngoài ra tại Thành phố Yên Bái cũng có một phường mang tên Yên Ninh và một trường Tiểu học mang tên Yên Ninh.

## Kết nghĩa Tuyên Quang - Bình Thuận
Tại thành phố Phan Thiết (Bình Thuận) có một con đường và một trường tiểu học mang tên "Tuyên Quang". Trong khi đó, tại thành phố Tuyên Quang có một con đường, một phường, một trường tiểu học và một trường trung học cơ sở mang tên "Phan Thiết"; cùng một trường tiểu học và một trường trung học cơ sở mang tên "Bình Thuận".
Trong đợt Sắp xếp đơn vị hành chính 2025, Tuyên Quang tiến hành sáp nhập phường Đội Cấn và xã Thái Long để thành lập phường Bình Thuận thuộc tỉnh Tuyên Quang mới, còn Bình Thuận cũng sáp nhập hai xã Tiến Lợi (TP Phan Thiết) và xã Hàm Mỹ (huyện Hàm Thuận Nam) để thành lập xã Tuyên Quang thuộc tỉnh Lâm Đồng mới.

## Kết nghĩa Hà Nam - Biên Hòa (ngày 2 tháng 4 năm 1959)
Mở đầu phong trào là lễ kết nghĩa giữa hai tỉnh Hà Nam và Biên Hòa.
Ở Hà Nam hiện nay có đường Biên Hòa và Trường Trung học phổ thông Chuyên Biên Hòa. Ở Biên Hoà hiện nay có rạp hát Hà Nam và Trường Trung học phổ thông Nam Hà.

## Kết nghĩa Lào Cai - Thủ Dầu Một
Lào Cai là một tỉnh ở vùng Tây Bắc Bộ, tiếp giáp biên giới nước Trung Quốc và có địa điểm du lịch nổi tiếng là Sa Pa.
Thủ Dầu Một từng là tên gọi một tỉnh cũ ở miền Đông Nam Bộ được thành lập từ thời Pháp thuộc. Năm 1957, tỉnh Thủ Dầu Một được chính quyền Cách mạng ở miền Nam chia thành hai tỉnh mới là tỉnh Thủ Dầu Một và tỉnh Bình Long, giống như phía chính quyền Việt Nam Cộng hòa. Tuy nhiên, chính quyền Việt Nam Cộng hòa lại đổi tên tỉnh Thủ Dầu Một thành tỉnh Bình Dương từ cuối năm 1956. Năm 1972, tỉnh Bình Long lại hợp nhất với tỉnh Phước Long (trước năm 1957 thuộc về tỉnh Biên Hòa) để thành lập tỉnh Bình Phước. Tháng 2 năm 1976, tỉnh Thủ Dầu Một và tỉnh Bình Phước được hợp nhất lại thành một tỉnh có tên gọi mới là tỉnh Sông Bé. Ngày 1 tháng 1 năm 1997, tỉnh Sông Bé lại được chia thành tỉnh Bình Dương (thay thế cho tên gọi tỉnh Thủ Dầu Một) và tỉnh Bình Phước như cũ cho đến ngày nay. Từ đó đến nay, Thủ Dầu Một chỉ còn là tên gọi của thị xã tỉnh lỵ và hiện nay là thành phố tỉnh lỵ trực thuộc tỉnh Bình Dương: thành phố Thủ Dầu Một.
Tại thị xã Sa Pa hiện nay có một tuyến phố mang tên Thủ Dầu Một. Năm 2019, thành phố Thủ Dầu Một cũng đặt tên một tuyến đường trên địa bàn là đường Lào Cai.

## Kết nghĩaHồng Quảng(Hồng GaivàQuảng Yêncũ) -Bà Rịa(ngày 1 tháng 5 năm 1960)
Hồng Quảng vốn là tên một đặc khu cũ ở vùng Đông Bắc Bộ trước đây, được thành lập vào ngày 22 tháng 2 năm 1955 do hợp nhất tỉnh Quảng Yên và đặc khu Hồng Gai trước đó. Ngày 30 tháng 10 năm 1963, tỉnh Hải Ninh hợp nhất với đặc khu Hồng Quảng trở thành tỉnh Quảng Ninh. Ban đầu tỉnh lỵ tỉnh Quảng Ninh có tên là thị xã Hồng Gai. Ngày 27 tháng 12 năm 1993, thị xã Hồng Gai được đổi tên thành thành phố Hạ Long thuộc tỉnh Quảng Ninh như ngày nay.
Bà Rịa cũng từng là tên gọi một tỉnh ở miền Đông Nam Bộ được thành lập từ thời Pháp thuộc và khi đó bao gồm cả vùng đất Vũng Tàu. Tháng 2 năm 1976, tỉnh Biên Hòa, tỉnh Long Khánh và tỉnh Bà Rịa (gồm cả Vũng Tàu) được hợp nhất thành một tỉnh có tên gọi mới là tỉnh Đồng Nai. Ngày 30 tháng 5 năm 1979, thị xã Vũng Tàu được tách ra khỏi tỉnh Đồng Nai và hợp nhất với huyện Côn Đảo (khi đó thuộc về tỉnh Hậu Giang để thành lập mới đặc khu Vũng Tàu - Côn Đảo. Ngày 12 tháng 8 năm 1991, lại tiếp tục tách vùng đất vốn trước đây thuộc tỉnh Bà Rịa cũ ra khỏi tỉnh Đồng Nai và hợp nhất với đặc khu Vũng Tàu - Côn Đảo để thành lập tỉnh Bà Rịa – Vũng Tàu cho đến nay. Ban đầu, tỉnh lỵ được đặt tại thành phố Vũng Tàu nhưng từ ngày 2 tháng 5 năm 2012, tỉnh lỵ tỉnh Bà Rịa – Vũng Tàu lại được dời về thành phố Bà Rịa.
Cụ Nguyễn Ngọc Đàm, nguyên Chủ tịch Uỷ ban Hành chính tỉnh Quảng Ninh giai đoạn 1969-1976 đã từng kể lại rằng: "Có một lần Quảng Ninh được các đồng chí Trung Quốc tặng 3 chiếc máy chiếu phim; Ban lãnh đạo tỉnh đã quyết định đem tặng những chiếc máy này cho 3 tỉnh kết nghĩa với Quảng Ninh khi đó là Long Châu Hà (nay một phần thuộc tỉnh An Giang, một phần thuộc tỉnh Kiên Giang); Rạch Giá (nay thuộc tỉnh Kiên Giang) và Bà Rịa. Trong giai đoạn này, tỉnh còn cử cán bộ ngành Văn hoá vào 3 tỉnh kết nghĩa nói trên, giúp xây dựng trạm truyền thanh và tặng thư viện sách..."
Sau năm 1975, chính quyền thị xã Vũng Tàu mới cũng chính thức lập quan hệ kết nghĩa với thị xã Hồng Gai (nay là thành phố Hạ Long, tỉnh Quảng Ninh). Do đó, Vũng Tàu đã quyết định đổi tên đường Võ Tánh cũ dọc theo bờ biển khu vực mũi Nghinh Phong thành đường Hạ Long, đồng thời, trường Nữ Tiểu học ở Vũng Tàu cũng được đổi tên thành trường Tiểu học Hạ Long (sau đó là trường Cấp I – II Hạ Long và trở lại tên trường Tiểu học Hạ Long từ năm 1989 cho đến nay).
Hiện nay ở phường Yết Kiêu, thành phố Hạ Long cũng có một con phố nhỏ mang tên Vũng Tàu, tiếp giáp phố Lương Thế Vinh và đường Trần Thái Tông.

## Kết nghĩa Sơn Tây - Tây Ninh
Sơn Tây là tên một tỉnh cũ ở miền Bắc nước ta và nằm ở khu vực phía tây Thủ đô Hà Nội. Ngày 1 tháng 7 năm 1965, tỉnh Hà Đông hợp nhất với tỉnh Sơn Tây trở thành tỉnh Hà Tây. Ngày 27 tháng 12 năm 1975, Hà Tây hợp nhất với Hòa Bình thành tỉnh Hà Sơn Bình. Từ đó cho đến năm 2008, Sơn Tây chỉ còn là tên gọi của thị xã và từ năm 2007 là thành phố của tỉnh Hà Tây cũ. Ngày 1 tháng 8 năm 2008, toàn bộ tỉnh Hà Tây được sáp nhập vào Thủ đô Hà Nội. Đồng thời, Sơn Tây lại bị chuyển thành thị xã trực thuộc thành phố Hà Nội: thị xã Sơn Tây cho đến nay.
Tây Ninh là một tỉnh ở miền Đông Nam Bộ, nằm ở khu vực phía bắc Thành phố Hồ Chí Minh, tiếp giáp biên giới Campuchia vốn nổi tiếng Anh hùng trong kháng chiến chống Mỹ cứu nước, bởi nơi đây chính là nơi ra đời của Mặt trận Dân tộc giải phóng miền Nam Việt Nam vào cuối năm 1960 và sau này là nơi đóng quân của Trung ương Cục miền Nam cho đến năm 1975.
Những năm đầu thập kỷ 60 của thế kỷ XX, có một công trình thủy lợi đào đắp với quy mô liên xã ở vùng Sơn Tây, đã vinh dự được mang tên tỉnh kết nghĩa miền Nam, đó là "Sông Tây Ninh". Sông được tạo nên bằng sự huy động chính sức người sức của và tinh thần xây dựng Hợp tác hóa nông nghiệp của bà con xã viên trong vùng. Sông Tây Ninh là con sông đào, chảy qua đồng đất một số xã ở huyện Thạch Thất thuộc tỉnh Sơn Tây cũ, nay thuộc ngoại thành Hà Nội..

## Kết nghĩa Hòa Bình - Gia Định (ngày 3 tháng 4 năm 1960)
Hòa Bình là một tỉnh ở vùng Tây Bắc Bộ và nằm ở khu vực phía tây Thủ đô Hà Nội.
Gia Định là tên tỉnh cũ ở vùng Đông Nam Bộ vốn đã xuất hiện từ thời nhà Nguyễn, là một trong sáu tỉnh toàn Nam Kỳ lúc bấy giờ (Nam Kỳ lục tỉnh). Từ thời Pháp thuộc cho đến năm 1975, tỉnh Gia Định cũ đã bị thu hẹp địa bàn do tách ra để thành lập thêm nhiều tỉnh thành mới, trong đó có thành phố Sài Gòn. Sau ngày 30 tháng 4 năm 1975, thành phố Sài Gòn - Gia Định được thành lập bao gồm địa bàn Đô thành Sài Gòn và tỉnh Gia Định cũ thời Việt Nam Cộng hòa hợp lại. Ngày 2 tháng 7 năm 1976, thành phố Sài Gòn - Gia Định được đổi tên thành Thành phố Hồ Chí Minh cho đến ngày nay.
Trong nhịp chuyển của cả miền Bắc với tinh thần "thóc không thiếu một cân, quân không thiếu một người", Hòa Bình đã có những hành động hết sức thiết thực vì Gia Định, vì miền Nam thân yêu... Nhiều điển hình trong lao động - sản xuất xuất hiện trong phong trào "vì Gia Định thân yêu". Hợp tác xã Thịnh Lang (Hòa Bình) phát động đợt thi đua đào đắp "mương Củ Chi" dẫn nước về cánh đồng Mộ đạt 5 tấn thóc/năm. Hướng tới những hành động thiết thực vì Gia Định, huyện Mai Châu cũng phát động trồng cây, gây rừng tạo màu xanh cho quê hương...
Năm 1960, bà Hồ Thị Bi khi đó là Đại úy, công tác tại bộ phận chính sách của Tổng cục chính trị - Quân đội nhân dân Việt Nam, được giới thiệu ra ứng cử đại biểu Quốc hội khóa II thuộc đơn vị tỉnh Hòa Bình (tỉnh kết nghĩa với tỉnh Gia Định), bà được đắc cử với trên 90% phiếu bầu ở đơn vị bầu cử. Bà Hồ Thị Bi vốn sinh năm 1916 tại tỉnh Gia Định và đã từng tham gia kháng chiến chống Pháp trên quê hương của mình trước khi tập kết ra miền Bắc vào năm 1954.
Sau sự kiện 30 tháng 4 năm 1975, lần đầu tiên Đoàn nghệ thuật các dân tộc tỉnh Hòa Bình đã có những đêm diễn đáng nhớ tại mảnh đất Sài Gòn - Gia Định.
Cuối năm 1975, thư viện của tỉnh Hòa Bình, hợp nhất 2 tỉnh Hà Tây và Hòa Bình thành tỉnh Hà Sơn Bình kết nghĩa với tỉnh Gia Định cũ (nay thuộc địa phận hành chính của Thành phố Hồ Chí Minh) được chuyển vào gọi là thư viện kết nghĩa Hòa Bình. Thư viện này đặt tại quận Bình Thạnh, phục vụ cho bạn đọc sống trong quận. Năm 1978, theo quyết định của ủy ban Nhân dân Thành phố, thư viện kết nghĩa Hòa Bình sáp nhập với thư viện quốc gia II. Một phần kho sách của thư viện nay được để lại và đổi tên là thư viện quận Bình Thạnh.

## Kết nghĩa Bắc Ninh - Chợ Lớn
Bắc Ninh là một tỉnh ở vùng đồng bằng sông Hồng và nằm ở khu vực phía đông bắc Thủ đô Hà Nội.
Chợ Lớn là tên tỉnh cũ ở vùng Nam Bộ dưới thời Pháp thuộc. Tháng 7 năm 1957, chính quyền Cách mạng ở miền Nam quyết định hợp nhất tỉnh Chợ Lớn và tỉnh Tân An thành tỉnh Long An, sau khi đã tách toàn bộ phần đất huyện Mộc Hóa thuộc tỉnh Tân An cũ để thành lập mới tỉnh Kiến Tường, giống như phía chính quyền Việt Nam Cộng hòa. Tháng 2 năm 1976, hai tỉnh Long An và Kiến Tường lại hợp nhất thành một tỉnh Long An cho đến ngày nay.
Còn về phía chính quyền Việt Nam Dân chủ Cộng hòa ở miền Bắc, trong giai đoạn 1954-1975 tên gọi tỉnh Chợ Lớn vẫn được duy trì như thời điểm trước năm 1954.
Trong sự nghiệp kháng chiến chống Mỹ cứu nước, tỉnh Hà Bắc (hai tỉnh Bắc Ninh và Bắc Giang hợp lại) có hàng vạn người con ưu tú đi bộ đội vào chiến trường miền Nam chiến đấu. Tháng 9 năm 1965 Trung đoàn 4 - Ngô Gia Tự được thành lập vào Nam để chia lửa với đồng bào và chiến sĩ hai tỉnh kết nghĩa là Sóc Trăng và Chợ Lớn.
Trong cuộc Tổng công kích Tết Mậu Thân năm 1968, tỉnh Bắc Ninh ở miền Bắc đã tiếp lửa cho tiền tuyến Sài Gòn - Chợ Lớn ở miền Nam.
Hiện nay, ở khu vực trung tâm thành phố Bắc Ninh thuộc tỉnh Bắc Ninh vẫn còn Vườn Cây Kết Nghĩa Bắc Ninh - Chợ Lớn.

## Kết nghĩa Hưng Yên - Tân An
Hưng Yên là một tỉnh ở vùng đồng bằng sông Hồng và nằm ở khu vực phía đông Thủ đô Hà Nội.
Tân An là tên tỉnh cũ ở vùng Nam Bộ dưới thời Pháp thuộc. Tháng 7 năm 1957, chính quyền Cách mạng ở miền Nam quyết định hợp nhất tỉnh Chợ Lớn và tỉnh Tân An thành tỉnh Long An, sau khi đã tách toàn bộ phần đất huyện Mộc Hóa thuộc tỉnh Tân An cũ để thành lập mới tỉnh Kiến Tường, giống như phía chính quyền Việt Nam Cộng hòa. Tháng 2 năm 1976, hai tỉnh Long An và Kiến Tường lại hợp nhất thành một tỉnh Long An cho đến ngày nay. Từ năm 1957 đến nay, Tân An chỉ còn là tên gọi của thị xã tỉnh lỵ và hiện nay là thành phố tỉnh lỵ trực thuộc tỉnh Long An: thành phố Tân An.
Còn về phía chính quyền Việt Nam Dân chủ Cộng hòa ở miền Bắc, trong giai đoạn 1954-1975 tên gọi tỉnh Tân An vẫn được duy trì như thời điểm trước năm 1954.
Sau khi miền Nam hoàn toàn giải phóng, hàng vạn người dân Hưng Yên, Hải Dương vào xây dựng kinh tế, khai hoang lập nghiệp ở Long An - bên dòng sông Vàm Cỏ Đông và nơi đây đã trở thành quê hương thứ hai của họ.
Trước đây có một con sông đào ở Hưng Yên được đặt tên là Tân Hưng, vốn lấy theo tên ghép hai tỉnh kết nghĩa là Tân An và Hưng Yên.
Một bài thơ có tiêu đề Có con sông trôi giữa đất Hưng Yên như sau:
Có con sông trôi giữa đất Hưng Yên
Mỗi giọt nước mang bóng hình Nam - Bắc
Có con sông sóng đêm ngày dào dạt
Trong gió bay thoảng tiếng hát hai miền.
......
Ôi Tân Hưng tên con sông kết nghĩa
Giải lụa xanh nối mảnh đất hai miền
Giải lụa hồng se mối tình đôi lứa
Một dòng sông ta ghép chung tên.

## Nam Định - Mỹ Tho (ngày 6 tháng 1 năm 1960)
Nam Định vốn là tên một tỉnh đã có từ lâu thuộc vùng Đồng bằng sông Hồng ở miền Bắc Việt Nam. Tỉnh lỵ là thành phố Nam Định, vốn là đô thị lớn thứ ba trên toàn miền Bắc chỉ sau Hà Nội và Hải Phòng từ xưa đến nay.
Mỹ Tho vốn là tên một tỉnh cũ ở vùng Đồng bằng sông Cửu Long và thuộc Khu 8 (còn gọi là Khu Trung Nam bộ) trong hai cuộc kháng chiến chống ngoại xâm. Giữa năm 1957, tỉnh Mỹ Tho nhận thêm vùng đất tỉnh Gò Công vừa bị giải thể. Trong giai đoạn 1967-1968, lần lượt địa bàn tỉnh Mỹ Tho được chia ra thành ba đơn vị hành chính cấp tỉnh, cùng tồn tại độc lập, ngang hàng nhau là tỉnh Mỹ Tho, tỉnh Gò Công và thành phố Mỹ Tho. Trong đó, thành phố Mỹ Tho giữ vai trò là trung tâm chỉ đạo của toàn Khu 8 lúc bấy giờ. Tháng 2 năm 1976, ba đơn vị hành chính cấp tỉnh ngang bằng nhau này được hợp nhất thành một tỉnh có tên gọi mới là tỉnh Tiền Giang cho đến ngày nay. Từ đó, Mỹ Tho chỉ còn là tên gọi của thành phố tỉnh lỵ trực thuộc tỉnh này: thành phố Mỹ Tho.
Từ xưa đến nay, thành phố Mỹ Tho nói riêng cũng như toàn tỉnh Mỹ Tho (ngày nay là tỉnh Tiền Giang) nói chung đã phát triển mạnh và đứng hàng thứ nhì trong vùng Đồng bằng sông Cửu Long, chỉ sau Cần Thơ. Trong kháng chiến chống Mỹ, tỉnh Mỹ Tho nổi tiếng toàn miền Nam với Chiến thắng Ấp Bắc diễn ra vào ngày 2 tháng 1 năm 1963. Sau chiến thắng to lớn này, toàn chiến trường miền Nam đều phát động phong trào Thi đua Ấp Bắc, giết giặc lập công.
Ngày 6 tháng 1 năm 1960, tỉnh Nam Định đã tổ chức lễ kết nghĩa với tỉnh Mỹ Tho. Ngoài ra sau này huyện Nghĩa Hưng của tỉnh Nam Định cũng tổ chức kết nghĩa với huyện Chợ Gạo của tỉnh Mỹ Tho (nay thuộc tỉnh Tiền Giang). Hiện nay ở thị trấn Quỹ Nhất thuộc huyện Nghĩa Hưng, tỉnh Nam Định vẫn còn có một con đường mang tên là đường Chợ Gạo.
Tháng 8 năm 1968, tại huyện Ý Yên thuộc tỉnh Nam Định ngày nay đã có một trường học mới được thành lập, lấy tên là Trường Cấp III Mỹ Tho và ngày nay là trường Trung học phổ thông Mỹ Tho- một mái trường mang tên của một tỉnh miền Nam kết nghĩa với tỉnh Nam Định. Hiện tại, thành phố Nam Định trực thuộc tỉnh Nam Định còn có chợ lớn thứ hai trong thành phố có tên gọi là chợ Mỹ Tho. Đầu năm 2014, tuyến đường D3 trong Khu đô thị mới Thống Nhất ở thành phố Nam Định cũng được đặt tên là đường Mỹ Tho.
Tháng 4 năm 1972, Tiểu đoàn 2009B của tỉnh Nam Hà (tên tỉnh từ sau năm 1965 do hợp nhất hai tỉnh Nam Định và Hà Nam) kết nghĩa đã về đến chiến trường Mỹ Tho và đánh thắng ngay trận đầu. Tháng 5 năm 1972 đến ngày 30 tháng 4 năm 1975, Tiểu đoàn 2009B liên tục chiến đấu và chiến thắng - nổi lên là đơn vị phòng ngự kiên cường, giữ vững trận địa dài ngày đánh địch giành dân lấn đất, đã được tặng thưởng 5 Huân chương Chiến công hạng Nhất, 12 Huân chương Chiến công hạng Nhì, 17 Huân chương Chiến công hạng Ba, 165 danh hiệu Dũng sĩ Quyết thắng... Ngày 15 tháng 1 năm 1976, đơn vị được tặng thưởng danh hiệu Anh hùng lực lượng vũ trang nhân dân.
Tháng 8 năm 2013, chính quyền thành phố Mỹ Tho cũng ra quyết định thành lập trường Trung học cơ sở Nam Định.

## Kết nghĩa Kiến An - Gò Công (ngày 24 tháng 1 năm 1960)
Kiến An vốn là tên một tỉnh cũ ở vùng duyên hải Bắc Bộ trước đây, với tỉnh lỵ là thị xã Kiến An cũ. Ngày 27 tháng 10 năm 1962, tỉnh Kiến An bị giải thể, sáp nhập vào thành phố Hải Phòng cho đến ngày nay. Hiện nay, Kiến An chỉ còn là tên một quận trực thuộc thành phố Hải Phòng.
Gò Công vốn là tên một tỉnh cũ ở vùng Đồng bằng sông Cửu Long) được thành lập từ thời Pháp thuộc. Giữa năm 1957, toàn bộ tỉnh Gò Công bị chính quyền Cách mạng ở miền Nam giải thể và chuyển thành huyện Gò Công trực thuộc tỉnh Mỹ Tho. Tháng 8 năm 1968, chính quyền Cách mạng lại quyết định tái lập tỉnh Gò Công. Tháng 2 năm 1976, ba đơn vị hành chính cấp tỉnh ngang bằng nhau là tỉnh Mỹ Tho, tỉnh Gò Công và thành phố Mỹ Tho được hợp nhất thành một tỉnh có tên gọi mới là tỉnh Tiền Giang cho đến ngày nay. Từ đó, Gò Công chỉ còn là tên gọi của các đơn vị hành chính cấp huyện trực thuộc tỉnh này: thị xã Gò Công, huyện Gò Công Đông và huyện Gò Công Tây.
Còn về phía chính quyền Việt Nam Dân chủ Cộng hòa ở miền Bắc, trong giai đoạn 1954-1975 tên gọi tỉnh Gò Công vẫn được duy trì như thời điểm trước năm 1954.
Ngày 22 tháng 2 năm 1961, Đại hội Đảng bộ tỉnh Kiến An đã khai mạc gồm 200 đại biểu, trong đó có đoàn đại biểu cán bộ tỉnh Gò Công tập kết - tỉnh kết nghĩa với tỉnh Kiến An đã đến dự đại hội.
Trong kháng chiến chống Mỹ cứu nước, Kiến An lấy tên Gò Công đặt tên cho chợ (có chợ Gò Công), tên sân vận động. Huyện Tiên Lãng thuộc thành phố Hải Phòng (trước đây thuộc tỉnh Kiến An) lấy tên địa danh Vàm Láng (thuộc vùng đất Gò Công) đặt cho chợ, bến xe, bưu điện, ngân hàng ở trung tâm xã Hùng Thắng (ngày ấy được coi là khu trung tâm thứ hai của huyện). Vì lẽ đó ngày nay vẫn dùng tên gọi là chợ Vàm Láng, ngân hàng Vàm Láng. Bến xe thì không còn, trạm công an không còn, bưu điện thì không dùng tên ấy nữa.
Đồng thời, Hải Phòng đã tập trung cao độ chi viện cho tiền tuyến, luôn luôn dành cho đồng bào miền Nam tình cảm sâu sắc và hành động thiết thực nhất với tinh thần "Vì đồng bào miền Nam ruột thịt", "Vì Đà Nẵng - Gò Công kết nghĩa". Sau ngày miền Nam giải phóng, bộn bề khó khăn, Gò Công đã nhận được sự hỗ trợ nhiệt tình, quý báu từ thành phố Hải Phòng. Từ đất cảng, đã vận chuyển 9.000 bản sách và hỗ trợ gần như toàn bộ các trang thiết bị thư viện đưa về cho Gò Công. Đây là cơ sở ban đầu rất quan trọng để hình thành và đi vào hoạt động của thư viện Gò Công vào tháng 12 năm 1975. Để ghi nhận công đóng góp, tấm lòng của Đảng bộ, chính quyền và nhân dân Hải Phòng đối với Gò Công (cụ thể trên lĩnh vực thư viện), thư viện mang tên Gò Công - Hải Phòng kết nghĩa.
Chợ Gò Công nằm ở trung tâm quận Kiến An thuộc thành phố Hải Phòng hiện nay được xây dựng từ những năm 1960 và được xếp hạng chợ loại II của toàn thành phố.

## Kết nghĩa Vĩnh Phúc (Vĩnh YênvàPhúc Yêncũ) - Bến Tre
Vĩnh Phúc là một tỉnh ở vùng đồng bằng sông Hồng thuộc miền Bắc nước ta, được thành lập vào ngày 12 tháng 2 năm 1950 do hợp nhất hai tỉnh Vĩnh Yên và Phúc Yên trước đó. Ngày 26 tháng 1 năm 1968, tỉnh Vĩnh Phúc lại hợp nhất với tỉnh Phú Thọ thành tỉnh Vĩnh Phú. Tuy nhiên đến ngày 6 tháng 11 năm 1996, lại chia tách thành hai tỉnh Vĩnh Phúc và Phú Thọ như cũ cho đến ngày nay. Hiện nay, tỉnh lỵ tỉnh Vĩnh Phúc được đặt tại thành phố Vĩnh Yên.
Bến Tre là một tỉnh ở miền Tây Nam Bộ (đồng bằng sông Cửu Long) vốn nổi tiếng Anh hùng trong kháng chiến chống Mỹ cứu nước và được mệnh danh là "Quê hương Đồng Khởi", bởi nơi đây chính là cái nôi đầu tiên của Phong trào Đồng khởi diễn ra trên khắp miền Nam vào những năm 1960. Bến Tre cũng là quê hương của nhiều anh hùng dân tộc nổi tiếng như nhà thơ yêu nước Nguyễn Đình Chiểu, nữ tướng Nguyễn Thị Định.
Ngày 20 tháng 12 năm 1962, tại thị xã Phúc Yên thuộc tỉnh Vĩnh Phúc, trường cấp III Bến Tre (nay là trường Trung học phổ thông Bến Tre) được thành lập. Trường được mang tên tỉnh Bến Tre, tỉnh kết nghĩa với tỉnh Vĩnh Phúc.
Tại thành phố Bến Tre thuộc tỉnh Bến Tre hiện nay có trường Tiểu học Phú Thọ và trường Trung học cơ sở Vĩnh Phúc.

## Kết nghĩa Thái Bình -Vĩnh Trà(Vĩnh LongvàTrà Vinh) (ngày 20 tháng 3 năm 1960)
Thái Bình là một tỉnh ven biển ở vùng đồng bằng sông Hồng thuộc miền Bắc nước ta.
Vĩnh Long là một tỉnh ở miền Tây Nam Bộ (Đồng bằng sông Cửu Long) vốn đã tồn tại từ thời nhà Nguyễn cho đến ngày nay, là một trong sáu tỉnh toàn Nam Kỳ lúc bấy giờ (Nam Kỳ lục tỉnh). Từ thời Pháp thuộc, tỉnh Vĩnh Long cũ được chia thành ba tỉnh mới như ngày nay là Vĩnh Long, Bến Tre và Trà Vinh.
Trà Vinh cũng là một tỉnh ở miền Tây Nam Bộ (Đồng bằng sông Cửu Long) và nằm tiếp giáp với tỉnh Vĩnh Long.
Hai tỉnh kết nghĩa Trà Vinh và Thái Bình được biết đến nhiều qua bài hát Hai chị em của nhạc sĩ Hoàng Vân:
Cô Ba dũng sĩ quê ở Trà Vinh, chị Hai năm tấn quê ở Thái Bình, hai chị em trên hai chiến tuyến anh hùng bất khuất – trung hậu đảm đang...
Cũng trong bài hát Cô gái Thái Bình được nhạc sĩ Hoàng Vân phổ nhạc từ một bài thơ của Huy Cận có câu:
Cô gái Thái Bình, cô gái Việt Nam
...
Cùng bạn Vĩnh Long, bạn lứa Trà Vinh
Ngoài ra tại thành phố Thái Bình thuộc tỉnh Thái Bình còn có rạp chiếu phim mang tên Vĩnh Trà (hai tỉnh Trà Vinh và Vĩnh Long hợp thành tỉnh Vĩnh Trà), Sông Vĩnh Trà, phố Bắc Vĩnh Trà, Nam Vĩnh Trà...

## Kết nghĩa Hà Đông - Cần Thơ
Hà Đông là tên một tỉnh cũ ở miền Bắc nước ta và nằm ven Thủ đô Hà Nội. Ngày 1 tháng 7 năm 1965, tỉnh Hà Đông hợp nhất với tỉnh Sơn Tây trở thành tỉnh Hà Tây. Ngày 27 tháng 12 năm 1975, Tỉnh Hà Tây hợp nhất với tỉnh Hòa Bình thành tỉnh Hà Sơn Bình Từ đó cho đến năm 2008, Hà Đông chỉ còn là tên gọi của thị xã tỉnh lỵ và sau này là thành phố tỉnh lỵ của tỉnh Hà Tây cũ: thành phố Hà Đông. Ngày 1 tháng 8 năm 2008, toàn bộ tỉnh Hà Tây được sáp nhập vào Thủ đô Hà Nội. Đồng thời, Hà Đông cũng được chuyển thành một quận trực thuộc thành phố Hà Nội cho đến nay.
Cần Thơ vốn là tên một tỉnh cũ ở vùng Đồng bằng sông Cửu Long, đồng thời giữ vai trò là trung tâm chỉ đạo của toàn Khu 9 (còn gọi là Khu Tây Nam bộ) trong hai cuộc kháng chiến chống ngoại xâm. Hiện nay, địa bàn tỉnh Cần Thơ cũ được chia thành thành phố Cần Thơ trực thuộc Trung ương và tỉnh Hậu Giang. Từ thời Pháp thuộc cho đến nay, Cần Thơ luôn được mệnh danh là "Tây Đô" bởi nơi đây là thủ phủ của toàn miền Tây Nam Bộ (Đồng bằng sông Cửu Long). Đặc biệt, Cần Thơ là một trong 5 thành phố trực thuộc Trung ương của Việt Nam từ năm 2004 đến nay.
Những năm 1961-1965, thị xã Hà Đông (lúc bấy giờ còn là tỉnh lỵ tỉnh Hà Đông) thường xuyên tổ chức các cuộc mit tinh, biểu tình chống Mỹ, đồng thời biến căm thù đế quốc Mỹ và bè lũ tay sai thành hành động thiết thực,các cơ sở của Thị xã nơi nào cũng có phong trào thi đua đẩy mạnh sản xuất, công tác, học tập...vì đồng bào miền Nam ruột thịt. Các công trình " kênh nổi làng Văn Quán, con mương làng Yên Phúc", hưởng ứng "tuần lễ vì đồng bào miền Nam ruột thịt", "vì nhân dân Cần Thơ", nhân dân Thị xã hăng hái lao động, góp ngày công ủng hộ đồng bào miền Nam.
Sau ngày làm lễ kết nghĩa Hà Đông - Cần Thơ, số người đắp con đường Tía đi Ứng Hòa (trước đây thuộc tỉnh Hà Đông cũ), được đặt tên là đường Cần Thơ đã tăng lên vùn vụt: từ ba nghìn tăng lên sáu, bảy nghìn, có khi một vạn người trong một ngày. Từ ngày hợp tác xã Mỗ Lao ở thị xã Hà Đông cũ được mang tên "Cần Thơ" kết nghĩa, thì mỗi xã viên ngày càng hướng về miền Nam hơn. Cánh đồng Cần Thơ, câu lạc bộ Cần Thơ, trường mẫu giáo Cần Thơ... Những cái tên thân thương ấy như nhắc nhở mọi người Mỗ Lao hãy vì miền Nam, vì Cần Thơ mà tích cực làm việc.
Cuối năm 1972, trong sự kiện "Điện Biên Phủ trên không", thôn Yên Bệ thuộc xã Kim Chung, huyện Hoài Đức, tỉnh Hà Tây bị bom Mỹ tàn phá nặng nề. Nhân dân trong tỉnh Hà Tây và cả nhân dân tỉnh Cần Thơ kết nghĩa khi nhận được tin về tội ác tày trời của đế quốc Mỹ gây ra cho nhân dân Yên Bệ, đã hết lòng sẻ chia, đánh cho chúng những đòn chí tử, trả thù cho nhân dân Yên Bệ.
Sau ngày miền Nam hoàn toàn giải phóng, tháng 10 năm 1975, Ty Văn hóa thông tin tỉnh Hà Tây (tỉnh kết nghĩa với Cần Thơ) đã tặng cho Ty Văn hóa thông tin tỉnh Cần Thơ 15.000 bản sách. Trên cơ sở này, tổ Thư viện trực thuộc Ty Văn hóa thông tin Cần Thơ được hình thành và là tiền thân của Thư viện thành phố Cần Thơ hiện nay.
Thời chống Mỹ, nhạc sĩ Lý Cảnh trong ca khúc "Bài ca gởi Hà Tây" đã thể hiện tâm tình của người Cần Thơ – Hậu Giang chiến đấu chống giặc kiên cường gởi về Hà Tây kết nghĩa:
Vì Hà Tây, thành phố Cần Thơ anh dũng tuyệt vời
Có Nguyễn Việt Hồng, em bé Ngọc Trai
Dòng nước Xà No cuốn phăng tàu giặc
Đồng Long Mỹ, Kế Sách, Ô Môn, Phụng Hiệp, Châu Thành
Xác quân thù bón phân tươi màu lúa!

## Kết nghĩa Bắc Giang - Sóc Trăng (ngày 27 tháng 2 năm 1960)
Bắc Giang là một tỉnh ở vùng Trung du và miền núi Bắc bộ và nằm ở khu vực phía đông bắc Thủ đô Hà Nội.
Sóc Trăng là một tỉnh ven biển ở miền Tây Nam Bộ (Đồng bằng sông Cửu Long).
Ngày 27 tháng 02 năm 1960, tỉnh Bắc Giang đã tiến hành tổ chức kết nghĩa với tỉnh Sóc Trăng.
Trong sự nghiệp kháng chiến chống Mỹ cứu nước, tỉnh Hà Bắc (gồm hai tỉnh Bắc Ninh và Bắc Giang hợp lại từ cuối năm 1962) có hàng vạn người con ưu tú đi bộ đội vào chiến trường miền Nam chiến đấu. Tháng 9 năm 1965 Trung đoàn 4 - Ngô Gia Tự được thành lập vào Nam để chia lửa với đồng bào và chiến sĩ hai tỉnh kết nghĩa là Sóc Trăng và Chợ Lớn (tỉnh kết nghĩa với tỉnh Bắc Ninh trước đó).
Sau khi tỉnh Cần Thơ và tỉnh Sóc Trăng được sáp nhập thành tỉnh Hậu Giang, vào tháng 5 năm 1979, tỉnh Hà Bắc (là tỉnh kết nghĩa với tỉnh Sóc Trăng cũ) đã tặng Thư viện Hậu Giang 12.000 bản sách.

## Kết nghĩa Phú Thọ -Long Châu Sa(Long Xuyên,Châu ĐốcvàSa Đéc) (ngày 1 tháng 2 năm 1960)
Phú Thọ là một tỉnh ở miền Bắc Việt Nam, với di tích lịch sử nổi tiếng là Đền Hùng bởi nơi đây chính là nơi các vua Hùng Vương năm xưa đã dựng nước và đặt kinh đô nhà nước Văn Lang ở đây. Thời Pháp thuộc, tỉnh lỵ tỉnh Phú Thọ ban đầu được đặt tại thị xã Phú Thọ, tuy nhiên từ năm 1962 tỉnh lỵ được dời về thành phố Việt Trì cho đến ngày nay. Ngày 26 tháng 1 năm 1968, tỉnh Vĩnh Phúc lại hợp nhất với tỉnh Phú Thọ thành tỉnh Vĩnh Phú. Thành phố Việt Trì được trở thành tỉnh lỵ của tỉnh Vĩnh Phú. Ngày 6 tháng 11 năm 1996, lại chia tách thành hai tỉnh Vĩnh Phúc và Phú Thọ như cũ cho đến ngày nay.
Long Châu Sa là tỉnh cũ do chính quyền Việt Minh thành lập ở Nam Bộ vào tháng 6 năm 1951 trên cơ sở hợp nhất một phần tỉnh Long Xuyên, một phần tỉnh Châu Đốc (trong giai đoạn 1947-1951 vùng này chính là tỉnh Long Châu Tiền) và toàn bộ tỉnh Sa Đéc. Đến cuối năm 1954, tỉnh Long Châu Sa bị giải thể, đồng thời trả lại tên gọi ba tỉnh ban đầu như cũ. Còn về phía chính quyền Việt Nam Dân chủ Cộng hòa ở miền Bắc, trong giai đoạn 1954-1975 tên gọi tỉnh Long Châu Sa vẫn được duy trì như thời điểm trước năm 1954. Địa bàn tỉnh Long Châu Sa cũ tương ứng với một phần tỉnh An Giang và toàn bộ tỉnh Đồng Tháp từ năm 1976 cho đến ngày nay.
Ngày 1 tháng 2 năm 1960, Ban thường vụ Tỉnh ủy Phú Thọ ban hành Nghị quyết về kết nghĩa Phú Thọ - Long Châu Sa. Khi đó, Đảng bộ, chính quyền và nhân dân thị xã Phú Thọ đã tích cực hưởng ứng tham gia kết nghĩa với thị xã Sa Đéc.
Năm 1958, tại thị xã Phú Thọ (lúc bấy giờ còn là tỉnh lỵ tỉnh Phú Thọ) đã cho thành lập phân hiệu của trường cấp II III Hùng Vương. Năm 1960, đoàn cán bộ thị xã Sa Đéc thuộc tỉnh Long Châu Sa (ngày nay là thành phố Sa Đéc thuộc tỉnh Đồng Tháp) ra thăm thị xã Phú Thọ và đã đến thăm nhà trường. Từ đó, trường được đổi tên thành trường cấp II Sa Đéc và ngày nay là trường Trung học cơ sở Sa Đéc. Đồng thời gần ngôi trường này, tại trung vực trung tâm thị xã Phú Thọ cũng có một đường phố mang tên là Sa Đéc cho đến nay.
Ngày 25 tháng 8 năm 1960, trường cấp III Long Châu Sa và sau này gọi là trường Trung học phổ thông Long Châu Sa được thành lập trên đất gò, mép đồng đất xã Cao Mại thuộc huyện Lâm Thao, tỉnh Phú Thọ ngày nay và là trường học cấp III thứ hai được mở trong toàn tỉnh Phú Thọ lúc bấy giờ. Địa danh Long Châu Sa có nguồn gốc từ khát vọng hòa bình thống nhất đất nước.
Ngày 21 tháng 7 năm 1964, lễ kết nghĩa giữa huyện Tam Nông thuộc tỉnh Phú Thọ với huyện Cao Lãnh thuộc tỉnh Long Châu Sa (bao gồm cả thành phố Cao Lãnh thuộc tỉnh Đồng Tháp ngày nay) đã diễn ra tại huyện Tam Nông, tỉnh Phú Thọ.
Ngày 5 tháng 5 năm 1969, sau khi chính quyền Việt Nam Cộng hòa cho thành lập mới quận Đồng Tiến ở tỉnh Kiến Phong, chính quyền Cách mạng cũng cho thành lập huyện Tam Nông thuộc tỉnh Kiến Phong có địa giới hành chính trùng với quận Đồng Tiến. Tam Nông là tên một huyện của tỉnh Phú Thọ (miền Bắc) kết nghĩa với tỉnh Long Châu Sa. TỪ tháng 2 năm 1976 đến nay, huyện Tam Nông thuộc về tỉnh Đồng Tháp.
Năm 1992, trường Trung học cơ sở Vĩnh Phước 2 thuộc thị xã Sa Đéc (ngày nay là thành phố Sa Đéc thuộc tỉnh Đồng Tháp) được đổi tên thành trường Trung học cơ sở Hùng Vương cho đến nay. Trong giai đoạn 1976-1994, thị xã Sa Đéc cũng là nơi đặt tỉnh lỵ tỉnh Đồng Tháp, tuy nhiên từ năm 1994 đến nay tỉnh lỵ lại dời về thị xã Cao Lãnh (ngày nay là thành phố Cao Lãnh thuộc tỉnh Đồng Tháp)

## Kết nghĩaHải Ninh-Rạch GiávàLong Châu Hà(Long Xuyên,Châu ĐốcvàHà Tiên) (ngày 1 tháng 5 năm 1960)
Hải Ninh vốn là tên một tỉnh cũ ở vùng Đông Bắc Bộ trước đây, với tỉnh lỵ là thị xã Móng Cái. Ngày 30 tháng 10 năm 1963, tỉnh Hải Ninh hợp nhất với đặc khu Hồng Quảng trở thành tỉnh Quảng Ninh.
Rạch Giá cũng từng là tên gọi một tỉnh ở miền Tây Nam Bộ, vùng Đồng bằng sông Cửu Long được thành lập từ thời Pháp thuộc, với tỉnh lỵ là thị xã Rạch Giá. Tháng 2 năm 1976, tỉnh Rạch Giá lúc bấy giờ lại hợp với phần đất thuộc tỉnh Hà Tiên cũ (khi đó đang thuộc tỉnh Long Châu Hà) thành một tỉnh có tên gọi mới là tỉnh Kiên Giang cho đến ngày nay. Từ đó, Rạch Giá chỉ còn là tên gọi của thị xã và từ năm 2005 trở thành thành phố tỉnh lỵ trực thuộc tỉnh này: thành phố Rạch Giá.
Long Châu Hà là tỉnh cũ do chính quyền Việt Minh thành lập ở miền Tây Nam Bộ, vùng Đồng bằng sông Cửu Long vào tháng 10 năm 1950 trên cơ sở hợp nhất một phần tỉnh Long Xuyên, một phần tỉnh Châu Đốc (vùng đất này thuộc về tỉnh Long Châu Hậu trong giai đoạn 1947-1951) và toàn bộ tỉnh Hà Tiên. Đến cuối năm 1954, tỉnh Long Châu Hà bị giải thể, đồng thời trả lại tên gọi ba tỉnh ban đầu như cũ. Còn về phía chính quyền Việt Nam Dân chủ Cộng hòa ở miền Bắc, trong giai đoạn 1954-1975 tên gọi tỉnh Long Châu Hà vẫn được duy trì như thời điểm trước năm 1954. Địa bàn tỉnh Long Châu Hà cũ tương ứng với phần lớn tỉnh An Giang và một phần tỉnh Kiên Giang từ năm 1976 cho đến ngày nay.
Ngày 1 tháng 5 năm 1960, tỉnh Hải Ninh đã tổ chức kết nghĩa với nhân dân tỉnh Rạch Giá và tỉnh Long Châu Hà.
Hiện nay, vẫn còn một con đập mang tên Long Châu Hà ở huyện Đầm Hà thuộc tỉnh Quảng Ninh (huyện này trước đây thuộc tỉnh Hải Ninh cũ).
Cụ Nguyễn Ngọc Đàm, nguyên Chủ tịch Uỷ ban Hành chính tỉnh Quảng Ninh giai đoạn 1969-1976 đã từng kể lại rằng: "Có một lần Quảng Ninh được các đồng chí Trung Quốc tặng 3 chiếc máy chiếu phim; Ban lãnh đạo tỉnh đã quyết định đem tặng những chiếc máy này cho 3 tỉnh kết nghĩa với Quảng Ninh khi đó là Long Châu Hà (nay một phần thuộc tỉnh An Giang, một phần thuộc tỉnh Kiên Giang); Rạch Giá (nay thuộc tỉnh Kiên Giang) và Bà Rịa. Trong giai đoạn này, tỉnh còn cử cán bộ ngành Văn hoá vào 3 tỉnh kết nghĩa nói trên, giúp xây dựng trạm truyền thanh và tặng thư viện sách..."
Hiện nay ở thành phố Móng Cái thuộc tỉnh Quảng Ninh vẫn còn có ba con đường lần lượt mang tên 3 thị xã của tỉnh Long Châu Hà cũ kết nghĩa với thị xã Móng Cái cũ ngày trước là: Long Xuyên, Châu Đốc và Hà Tiên (nay là các thành phố thuộc 2 tỉnh An Giang, Kiên Giang).

## Kết nghĩa Ninh Bình -Bạc Liêu(gồm cảCà Mau) (ngày 23 tháng 1 năm 1960)
Ninh Bình là một tỉnh ven biển ở vùng đồng bằng sông Hồng thuộc miền Bắc Việt Nam, với tỉnh lỵ hiện nay là thành phố Ninh Bình.
Bạc Liêu là một tỉnh ven biển ở miền Tây Nam Bộ (Đồng bằng sông Cửu Long) với đô thị tỉnh lỵ Bạc Liêu (ngày nay là thành phố Bạc Liêu thuộc tỉnh Bạc Liêu) đã phát triển mạnh mẽ từ thời Pháp thuộc. Trước năm 1956, địa bàn tỉnh Bạc Liêu cũ bao gồm toàn bộ vùng đất hai tỉnh Bạc Liêu và Cà Mau ngày nay và khi đó Cà Mau vẫn còn là một huyện trực thuộc tỉnh Bạc Liêu. Năm 1954, Cà Mau cũng là một trong hai địa điểm lớn ở miền Tây Nam Bộ (cùng với Cao Lãnh) đưa tiễn hàng vạn người con ưu tú của Nam Bộ lên tàu tập kết ra miền Bắc, đi theo Chính phủ kháng chiến Việt Nam Dân chủ Cộng hòa. Năm 1956, toàn bộ huyện Cà Mau được tách ra khỏi tỉnh Bạc Liêu để lập mới tỉnh Cà Mau và tồn tại cho đến nay. Còn về phía chính quyền Việt Nam Dân chủ Cộng hòa ở miền Bắc, trong giai đoạn 1954-1975 vùng đất tỉnh Bạc Liêu vẫn bao gồm cả huyện Cà Mau như thời điểm trước năm 1954.
Ngày 23 tháng 1 năm 1960, hưởng ứng phong trào Bắc - Nam kết nghĩa do Trung ương Đảng và Bác Hồ phát động mùa xuân năm 1960, hai tỉnh Bạc Liêu và Ninh Bình đã tổ chức kết nghĩa.
Sau đó, huyện Kim Sơn thuộc tỉnh Ninh Bình cũng đã tổ chức kết nghĩa với huyện Cà Mau thuộc tỉnh Bạc Liêu, thể hiện qua một số công trình mang tên địa danh gắn liền với quê hương kết nghĩa như: rạp chiếu bóng Kim Mau (ghép tên hai địa danh Kim Sơn - Cà Mau), cầu Cà Mau.
Ngày 23 tháng 1 năm 1964, Trường cấp II Gia Khánh được đổi tên là Trường cấp II Ninh Bình - Bạc Liêu, ngày nay là Trường Trung học cơ sở Ninh Khánh tại thành phố Ninh Bình thuộc tỉnh Ninh Bình.
Thời đó, Trường Nội trú Ninh Bình - Cà Mau được thành lập tại Cà Mau với nhiều thầy giáo người Ninh Bình vào giảng dạy. Nhiều thế hệ học sinh Cà Mau theo học tại trường, trưởng thành và đang hoạt động, công tác ở nhiều lĩnh vực của tỉnh. Ở Ninh Bình cũng có một số địa danh gắn liền với quê hương kết nghĩa như: trạm bơm Vĩnh Lợi, kênh Giá Rai, cánh đồng Long Điền, trường cấp 2 Ninh Bình – Bạc Liêu, cánh đồng Ninh Bình – Bạc Liêu, vườn cây Bạc Liêu, phòng thí nghiệm Bạc Liêu, cống Biện Nhị, đê Năm Căn, cầu Chà Là, rạp chiếu bóng Kim Mau (ghép hai địa danh Kim Sơn và Cà Mau), cầu Cà Mau (Kim Sơn).
Sau năm 1975, nhiều cán bộ, đồng bào tỉnh Ninh Bình được điều động, tăng cường tham gia công tác, xây dựng quê hương mới Cà Mau và Bạc Liêu trở thành những cán bộ, công dân của tỉnh. Họ đã góp phần quan trọng vun đắp tình đoàn kết giữa nhân dân 3 tỉnh: Ninh Bình - Bạc Liêu - Cà Mau. Hiện có hàng ngàn người con của quê hương Ninh Bình đang sinh sống, làm việc ở Bạc Liêu và Cà Mau.
Khi tỉnh Cà Mau và tỉnh Bạc Liêu sát lập thành tỉnh Minh Hải, khoảng tháng 5 năm 1977, chính quyền hai tỉnh Minh Hải và Hà Nam Ninh kết nghĩa (tên tỉnh cũ giai đoạn 1975-1991 do nhập ba tỉnh Hà Nam, Nam Định và Ninh Bình) đã thống nhất đưa một số bà con giáo dân thuộc giáo phận Bùi Chu ở miền bắc vào nam xây dựng vùng kinh tế mới. Số bà con di dân trong đợt này được chia thành 10 cụm phân bổ rải rác trong tỉnh Minh Hải.
Đặc biệt, vào những năm 1977 và 1978, Nhà nước tổ chức di dân từ tỉnh Hà Nam Ninh kết nghĩa vào tỉnh Minh Hải để khai thác bãi bồi Bạc Liêu, thành lập Nông Trường Đông Hải. Dân số trong vùng đến gần 80% là ngoại giáo, chỉ khoảng 1/4 là công giáo. Hiện nay vùng đất này thuộc địa bàn hai xã Vĩnh Hậu và Vĩnh Hậu A của huyện Hòa Bình, tỉnh Bạc Liêu. Giáo dân họ Đạo Vĩnh Hậu phần nhiều là giáo dân gốc giáo phận Bùi Chu (thuộc tỉnh Nam Định), do Nhà nước đưa đi theo kế hoạch giãn dân của Chính phủ. Tuy nhiên, phần lớn người dân miền Bắc đến sinh sống tại đây vẫn chủ yếu là người gốc Ninh Bình và hiện nay nhiều gia đình đã trở thành tỷ phú trong vùng.
Ngoài ra, tại xã Khánh Hải thuộc huyện Trần Văn Thời, tỉnh Cà Mau hiện nay còn có Giáo xứ Khánh Hưng vốn cũng tập trung đông đảo giáo dân gốc giáo phận Bùi Chu (Nam Định) vào sinh sống và lập nghiệp sau năm 1975. Trong đó, tên gọi Khánh Hưng vốn là tên ghép từ hai địa danh xã Khánh Hải và huyện Nghĩa Hưng của tỉnh Nam Định, vốn là nguyên quán của những giáo dân nơi đây.
Hiện nay, các đơn vị hành chính cấp huyện của hai tỉnh Bạc Liêu và Ninh Bình cũng kết nghĩa với nhau, cụ thể như sau: 
- Thành phố Bạc Liêu kết nghĩa với thành phố Ninh Bình;
- Huyện Vĩnh Lợi kết nghĩa với huyện Hoa Lư,
- Huyện Đông Hải kết nghĩa với huyện Kim Sơn;
- Huyện Hòa Bình kết nghĩa với huyện Yên Khánh;
- Thị xã Giá Rai kết nghĩa với thành phố Tam Điệp;
- Huyện Phước Long kết nghĩa với huyện Yên Mô và huyện Nho Quan;
- Huyện Hồng Dân kết nghĩa với huyện Gia Viễn.

Nhân dịp kỷ niệm 54 năm ngày tỉnh Ninh Bình ký kết chương trình Kết nghĩa với tỉnh Bạc Liêu; chào đón đoàn đại biểu của huyện Đông Hải - tỉnh Bạc Liêu thăm và làm việc Kết nghĩa, ký kết chương trình phối hợp giữa 2 huyện. Đồng chí Lê Văn Kiên -TVHU, Trưởng Ban Dân vận Huyện ủy Kim Sơn có bài thơ nhan đề " Kim Sơn - Đông Hải nghĩa tình", chúc Huyện Kim Sơn và Đông Hải luôn đoàn kết - Hợp tác - Phát triển
Ninh Bình kết nghĩa Bạc Liêu
Truyền thống cách mạng bao nhiêu nghĩa tình
Sáu mơi, từ thuở Bình Minh
Năm tư năm ấy nghĩa tình đậm sâu
Công trình kết nghĩa Cà Mau
Hai miền Nam Bắc nối cầu "Kim Sơn"
Sông Cà Mau hiền thơ mộng
Rạp Kim Mau luôn tỏa sáng ánh đèn
Ngôi trường Tiểu học Kim Sơn
Ươm mầm tri thức thắm tình anh em
Phát huy truyền thống anh hùng
Kim Sơn - Đông Hải kiên trung một lòng,
Chào mừng Đông Hải đến thăm
Nghĩa tình thắm mãi trong lòng Kim Sơn
Gặp nhau ta gửi niềm tin
Chung tay xây dựng Hải Sơn đẹp giàu!
Ngày 23 tháng 8 năm 2013, huyện Giá Rai thuộc tỉnh Bạc Liêu tổ chức lễ kết nghĩa với thành phố Tam Điệp thuộc tỉnh Ninh Bình.
Ngày 26 tháng 8 năm 2013, Ủy ban nhân dân tỉnh Bạc Liêu ban hành quyết định đổi tên đường Lê Hồng Phong thành đường Ninh Bình, đặt tên cho Cầu dây văng bắc qua kinh 30 tháng 4 thuộc địa bàn phường 2, thành phố Bạc Liêu (thuộc tỉnh Bạc Liêu) có tên là Cầu Tràng An; đổi tên trường Trung học cơ sở phường 2 đổi thành trường Trung học cơ sở Bạc Liêu – Ninh Bình.
Ngày 24 tháng 4 năm 2014, đoàn cán bộ tỉnh Ninh Bình kết nghĩa do đồng chí Nguyễn Thị Thanh, Bí thư Tỉnh ủy làm trưởng đoàn, đã đến thăm tỉnh Bạc Liêu nhân sự kiện Festival Đờn ca tài tử (ĐCTT) quốc gia lần I - Bạc Liêu 2014. Tỉnh Bạc Liêu có nhiều công trình phục vụ và chào mừng sự kiện Festival, trong đó có biểu tượng kết nghĩa hai tỉnh Bạc Liêu - Ninh Bình.
Ngày 15 tháng 12 năm 2014, Ủy ban nhân dân tỉnh Bạc Liêu lại ban hành quyết định đặt tên đường Yên Mô và đường Nho Quan ở thị trấn Phước Long thuộc huyện Phước Long (Yên Mô và Nho Quan là hai huyện thuộc tỉnh Ninh Bình kết nghĩa với huyện Phước Long); đặt tên cầu Gia Viễn cho một cây cầu ở thị trấn Ngan Dừa thuộc huyện Hồng Dân (Gia Viễn là một huyện nằm ở cửa ngõ phía Bắc thuộc tỉnh Ninh Bình kết nghĩa với huyện Hồng Dân).
Bạc Liêu kết nghĩa Ninh Bình
Keo sơn, gắn bó mối tình Bắc Nam
Khó khăn ta vẫn chung tình
Ngày nay thuận lợi nguyện hết mình với nhau!!!
Ngày 31/12/2016, Trong khuôn khổ lễ ký thỏa thuận hợp tác giữa 3 tỉnh Ninh Bình, Bạc Liêu, Cà Mau nhân dịp kỷ niệm 20 năm tái lập tỉnh Bạc Liêu và Cà Mau; tại thành phố Cà Mau, tỉnh Cà Mau, Lãnh đạo 2 tỉnh Ninh Bình và Cà Mau đã ký kết Bản ghi nhớ hợp tác. Sau buổi lễ, Lãnh đạo hai tỉnh sẽ thống nhất chỉ đạo các ngành xúc tiến các chương trình cụ thể về hợp tác, liên kết trên các lĩnh vực; các huyện, thành phố sẽ chủ động xây dựng kế hoạch giao lưu, kết nghĩa giữa các địa phương.
Ngày 26/3/2017, nhân kỷ niệm 25 năm tái lập tỉnh Ninh Bình, Đoàn công tác tỉnh Cà Mau do đồng chí Phạm Bạch Đằng, Phó Bí thư Thường trực Tỉnh ủy làm trưởng đoàn đã đến thăm, làm việc với lãnh đạo tỉnh Ninh Bình. Đây là một trong những hoạt động nhằm thắt chặt hơn mối quan hệ kết nghĩa giữa hai tỉnh Cà Mau - Ninh Bình.